# Aricestii Rahtivani
Aricestii Rahtivani is een Roemeense gemeente in het district Prahova.
Aricestii Rahtivani telt 8334 inwoners.

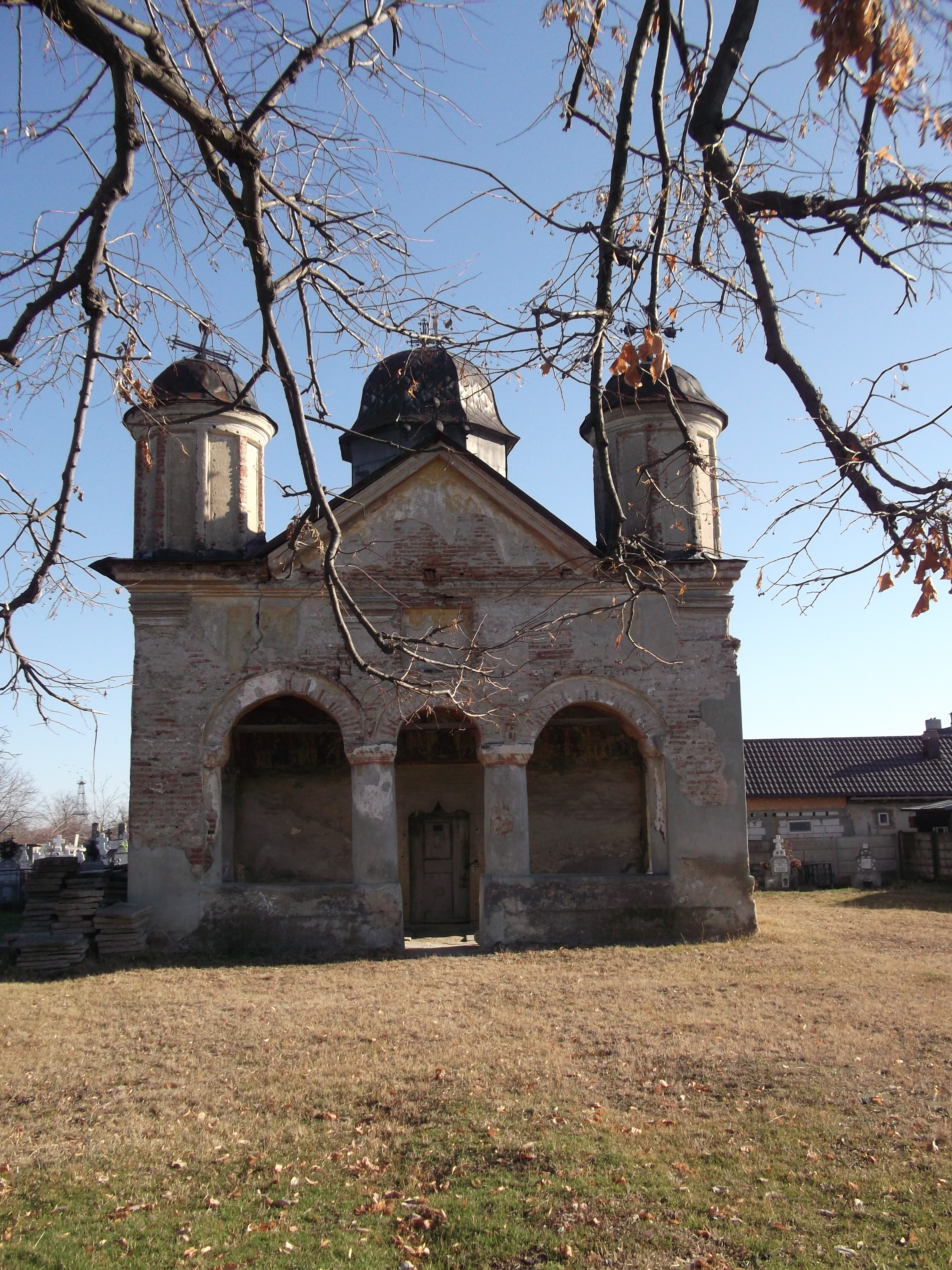
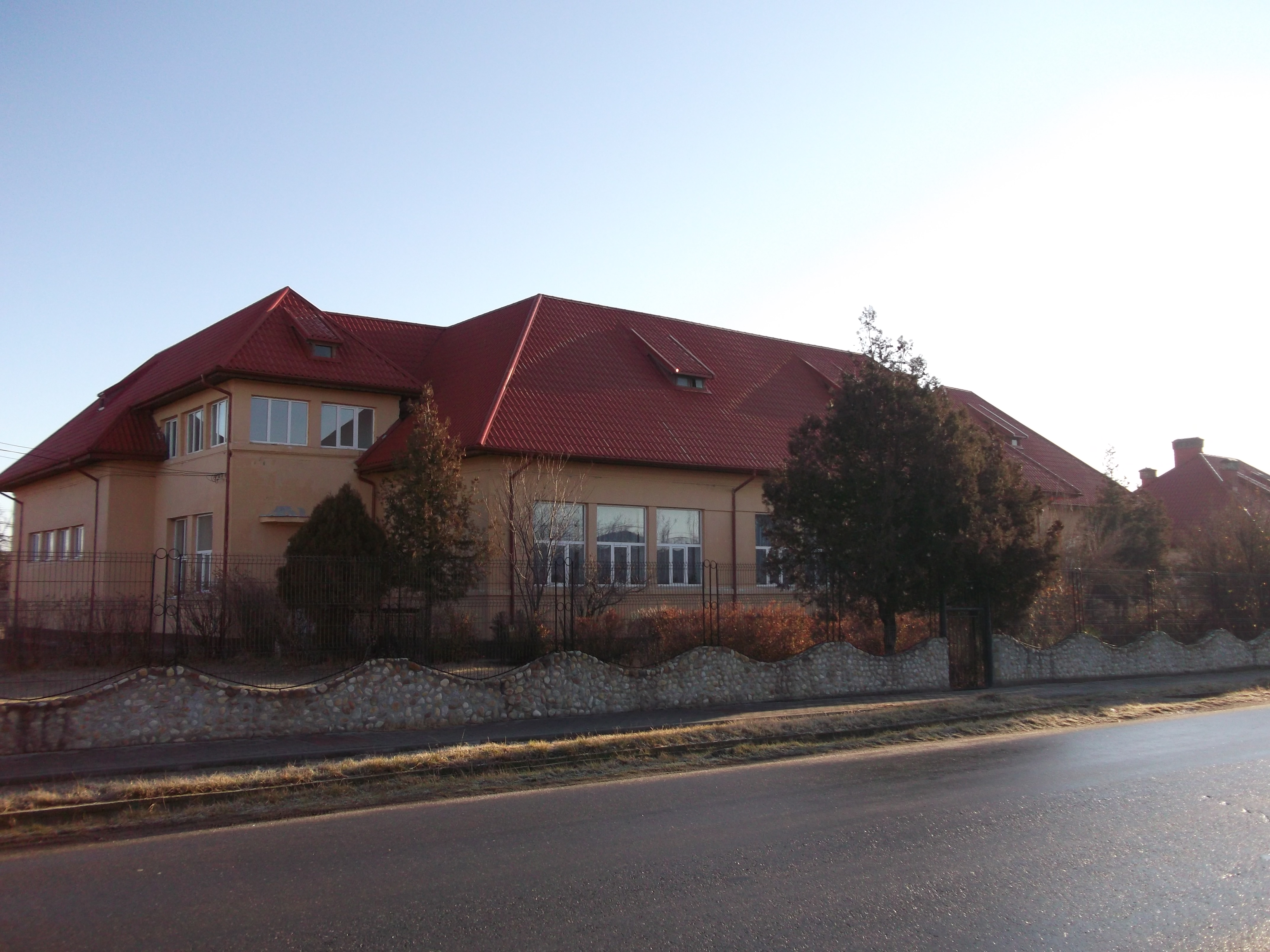
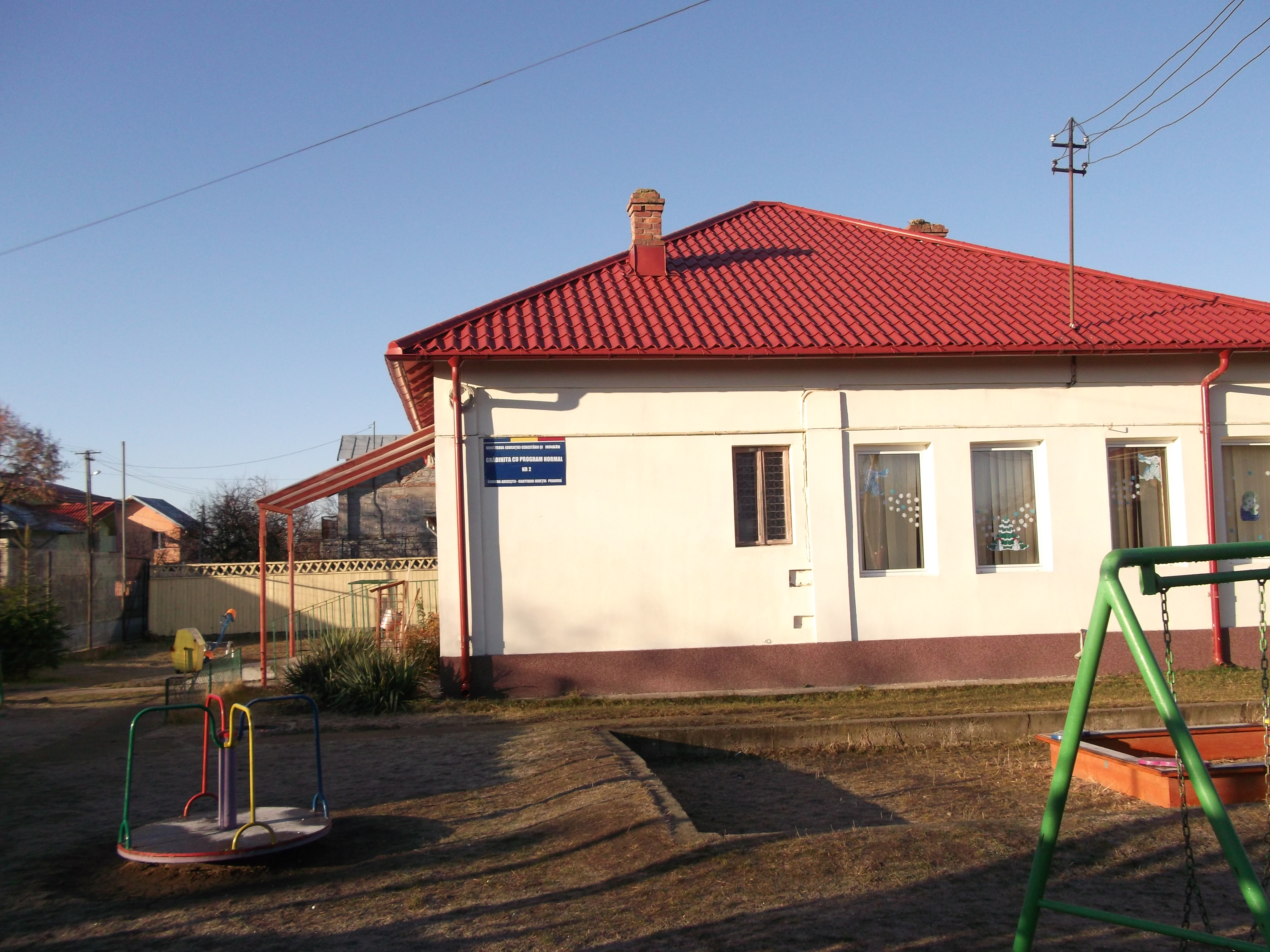
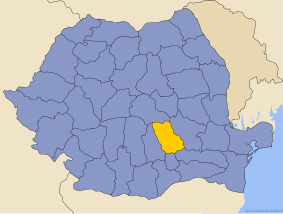
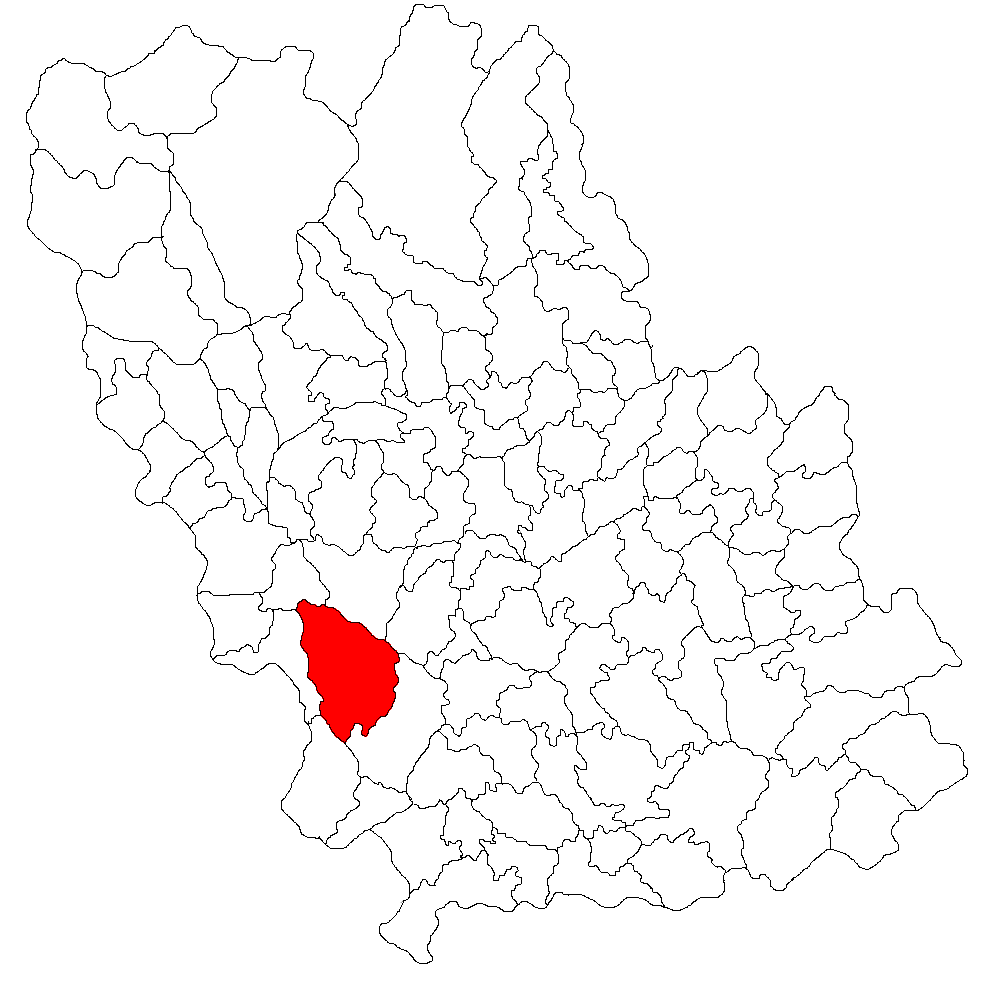